# 鼎新
鼎新（ていしん）は、大義寧の楊干真の時代に使用されたと一部の史書に記載されている元号。使用年代不明。
存在に言及していない史書も多く実在は確認できない。